# Jouhenniemi (udde i Finland)
Jouhenniemi är en udde i Finland. Den ligger i Nyslott i landskapet Södra Savolax, i den sydöstra delen av landet, 300 km nordost om huvudstaden Helsingfors.
Terrängen inåt land är huvudsakligen platt. Runt Jouhenniemi är det glesbefolkat, med 8 invånare per kvadratkilometer. Närmaste större samhälle är Kerimäki, 1,5 km nordväst om Jouhenniemi. 